# Ústí nad Orlicí (nádraží)
Ústí nad Orlicí je železniční stanice na západním okraji stejnojmenného města v Pardubickém kraji, v katastrálních územích Ústí nad Orlicí a Kerhartice nad Orlicí. Stanicí prochází železniční trať Praha – Česká Třebová, ze které odbočuje trať Ústí nad Orlicí – Międzylesie.

## Historie
Místem nádraží vedla již od roku 1845 železniční trať z Olomouce do Prahy, postavená jako úsek Severní státní dráhy. Stanice vznikla roku 1874 při napojení trati do Letohradu, stavěné společností Rakouská severozápadní dráha. Z prostorových důvodů byla staniční budova umístěna mezi dvě skupiny kolejí a byla přístupná pouze přes úrovňový přejezd. Hlavní trať byla elektrizována v roce 1957, odbočka do Letohradu v roce 1982.
Staniční budova byla v roce 2010 prohlášena za kulturní památku. Její budoucnost byla od roku 2008 předmětem medializovaných polemik, neboť podle plánů na přestavbu I. železničního koridoru měla být zbourána. Tyto plány byly opuštěny po vzniku petice „Nádraží nedáme“, kterou podepsalo přes 16 000 občanů. O budoucnosti nádraží a podobě odbavení cestujících se v následujících letech objevovaly protichůdné informace. Ještě v roce 2012 sloužila nádražní restaurace. Ta však zanikla. Od jara 2025 je v historické nádražní budově skromný bufet, který je provozován v nájmu.  
Podle návrhu výstavby koridoru byla historická budova nevyhovující pro potřeby Českých drah a Správy železniční dopravní cesty (SŽDC) a celá uzlová stanice s mezinárodním provozem (spoje do polského Kłodzka a do Vratislavi nebezpečné mj. kvůli chybějícím podchodům k nevyhovujícím nástupištím a potřebovala celkovou rekonstrukci. Proto byla vyprojektována nová sklo-betonová budova pro odbavení cestujících. V polovině ledna 2012 bylo vydáno stavební povolení na přestavbu ústeckého nádraží (vč. estakády směrem na Českou Třebovou a modernizace okolí) a bylo vyhlášeno výběrové řízení na zhotovitele stavby. Celková hodnota stavby byla cca 2 miliard Kč. Začátkem března 2012 byly zahájeny přípravné práce na koridoru vykácením přes 2500 stromů a zeleně v okolí nádraží a městské části Mendrik, kde se připravovalo narovnání trati. Ve druhé polovině roku 2012 počítala SŽDC s počátkem prací na stavbě nového ústeckého nádraží a na mostní estakádě. 
Od roku 2016 je vlastníkem původní výpravní budovy společnost Oustecké nádraží.
V roce 2021 nabídli dva ze tří vlastníků budovu státu ke zpětnému odkupu.

## Provoz
V roce 2024 ve stanici zastavovaly rychlíky a osobní vlaky na trati z Prahy do České Třebové. Řada spojů byla mezinárodních mířících na Slovensko, do Polska, Maďarska a Rakouska. Od jízdního řádu 2018/2019 zde zastavují také spoje společnosti Leo Express na trase Praha – Olomouc – Bohumín/ Ostrava – Košice.
Na trati 024 Ústí nad Orlicí – Mlýnický Dvůr, Dolní Lipka – Hanušovice stanici obsluhují osobní a spěšné vlaky jedoucí přes Letohrad a Lichkov.
V minulosti zde zastavovaly vlaky společnosti RegioJet a přímé expresy Českých drah na Slovensko a do Polska, které ovšem v roce 2024 zastavují na zastávce Ústí nad Orlicí město (od prosince 2023 se jedná pouze o dva z osmi párů).
Nádraží je plně bezbariérově přístupné. Cestujícím slouží čekárna, kde jsou pokladny, záchody a dvojice automatů na balené potraviny a nápoje. U nádraží je parkoviště a zastávky autobusů. Přístup na všechna nástupiště je podchodem. Na nádraží jsou odjezdové tabule a je tu hlášení staničního rozhlasu. Cestující, kteří to tu neznají, si však musejí dávat pozor u druhého nástupiště, které je kvůli uprostřed stojící historické budově značně nepřehledné. Navíc je 2. nástupiště u koleje 4 rozdělené na část východní a část západní.